# Jason Connery
Jason Joseph Connery (født 11. januar 1963) er en britisk skuespiller.

## Tidlige liv
Connery voksede op i London og Skotland. Han gik først på Millfield School en friskole med fælles undervisning i Somerset i England og senere på den uafhængige Gordonstoun School i Skotland. Han er søn af den skotske skuespiller Sean Connery og den australske skuespillerinde Diane Cilento.

## Karriere
Jason Connery udførte mange roller på teater og havde mindre roller i "b-liste"-film. Hans filmdebut var i The Lords of Discipline (1983). Han dukkede op i Doctor Who serien Vengeance on Varos i 1985; han spillede også Robin Hood (en rolle faderen havde i filmen Robin and Marian) i sidste sæson af tv-serien Robin of Sherwood i 1986. Connery blev kendt i England for denne rolle.
Connery har også spillet skaberen af James Bond – Ian Fleming – i 1990'er tv-dramaet Spymaker: The Secret Life of Ian Fleming. (Fleming skabte James Bond, som gjorde hans far til filmstjerne.) I 1997 spillede han titelrollen i Merlin, en fantasy film, The Quest Begins, instrueret af David Winning og filmet on location i Peebles i Skotland.
Han havde en lille rolle i Shanghai Noon og hovedroller i filmene Night Skies (2006) og Lightspeed (2006). Han spillede en vampyrjæger i Brotherhood of Blood (2007). I 2008 debuterede han som instruktør af filmen Pandemic, og i 2009 instruerede han The Devil's Tomb. 

## Privatliv
Fra 1996 til 2002 var Connery gift med skuespillerinden Mia Sara. De fik en søn, Dashiell Quinn Connery, født juni 1997.